# 4-та дивізія НГ (Україна)
4-та Північна дивізія національної гвардії (4 дНГУ, в/ч 2240) — формування національної гвардії України, що існувало у 1990-х роках зі штабом у Донецьку.

## Історія
Управління 4-ї дивізії НГУ (в/ч 2240), було сформовано наказом КНГУ від 2 січня 1992 року в м. Донецьку на базі управління дислокувався в місті 50-го окремого мотострілецького полку оперативного призначення Внутрішніх військ МВС СРСР (в/ч 3395) . Управління розмістилося на території колишнього Донецького вищого військово-політичного училища інженерних військ і військ зв'язку імені генерала армії А. А. Єпішева (вул. Купріна, 1).
Завдяки насиченості східних областей України частинами Внутрішніх військ МВС СРСР, на базі яких і створювалися підрозділи  4-та дивізії НГУ .
До її складу увійшли:
- 6-й полк НГУ (в/ч 4106) в Кривому Розі, сформований наказом КНГУ від 2 січня 1992 р. на базі 25-го окремого спеціального моторизованого батальйону міліції Внутрішніх військ МВС СРСР (в/ч 5445);
- 10-й окремий батальйон НГУ (в/ч 1041) в м. Маріуполі Донецької області, сформований наказом КНГУ від 2 січня 1992 р. на базі 129-го окремого спеціального моторизованого батальйону міліції Внутрішніх військ МВС СРСР (в/ч 5509);
- 11-й полк НГУ (в/ч 4111) в Донецьку, сформований наказом КНГУ від 2 січня 1992 році на базі вже згадуваного 50-го окремого механізованого полку оперативного призначення Внутрішніх військ МВС СРСР (в/ч 3395); в 1998 р. перейменований в 26 брНГУ   11.01.2000 р. передана ВВ МВСУ й переформована на 44 пОпН ВВ (в/ч 4111), потім в 34 обОпН ВВ, який в 2007 р. був розформований;[1]
- 12-й полк НГУ (в/ч 4112) в Донецьку, сформований наказом КНГУ від 2 січня 1992 р. на базі 8-го навчального спеціального моторизованого полку міліції Внутрішніх військ МВС СРСР (в/ч 5440) і 89-го окремого спеціального моторизованого батальйону міліції Внутрішніх військ МВС СРСР (в/ч 5480);
- 13-й полк НГУ (в/ч 4113) в м. Луганську, сформований наказом КНГУ від 2 січня 1992 р. на базі 26-го окремого спеціального моторизованого батальйону міліції Внутрішніх військ МВС СРСР (в/ч 5446).

Указом Президента України від 20 січня 1995 р. і наказом КНГУ від 26 січня 1995 року ряд частин і підрозділів НГУ були передані до складу Внутрішніх військ МВС України. Зі складу 4-ї дивізії НГУ назад до Внутрішніх військ були передані майже всі її частини:
- 5-й полк НГУ, який став 16-м спеціальним моторизованим полком Внутрішніх військ МВС України (в/ч 3036);
- 6-й полк НГУ, який став 21-ю окремою бригадою Внутрішніх військ МВС України (в/ч 3011);
- 10-й окремий батальйон НГУ, який став 17-м окремим спеціальним моторизованим батальйоном Внутрішніх військ МВС України (в/ч 3057);
- 12-й полк НГУ, який став 17-м спеціальним моторизованим полком Внутрішніх військ МВС України (в/ч 3037);
- 13-й полк НГУ, який став 15-м спеціальним моторизованим полком Внутрішніх військ МВС України (в/ч 3035).

Для «заповнення втрат» 4-ї дивізії НГУ, наказом КНГУ від 12 травня 1995 року в м. Дніпропетровську був сформований 15-й полк НГУ (в/ч 1641).
З приходом в НГУ в 1995 р. нового командувача генерал-лейтенанта гвардії А. І. Кузьмука, почалася робота по значному збільшенню боєздатності даного збройного формування. В ході цих реформ, до складу 4-ї дивізії НГУ наказом КНГУ від 5 травня 1996 р. був переданий 52-й окремий механізований полк Збройних Сил України. Наказом КНГУ від 14 червня 1996 р. частина отримала найменування 52-го полку НГУ (в/ч 4125) з місцем дислокації в м. Павлограді Дніпропетровської області.
Цей полк вів свою історію від 5-го гвардійського механізованого Волноваського ордена Суворова полку, що входив до складу 254-ї мотострілецької Черкаської ордена Леніна Червонопрапорної орденів Суворова, Кутузова і Богдана Хмельницького дивізії Радянської Армії. Він походив від 5-ї гвардійської механізованої бригади, яка воювала в складі 2-го гвардійського Миколаївсько-Будапештського Червонопрапорного ордена Суворова механізованого корпусу, і увійшов до складу 254-ї дивізії в тільки післявоєнний період.
254-та стрілецька дивізія була сформована в м. Тулі наказом НКВС СРСР від 29 червня 1941 р. На її формування з кадрів НКВС було виділено до 1500 командирів і молодшого начскладу, переважно прикордонників, а решта бійців призивалися з запасу. Дивізія брала участь в битві під Москвою, воювала в Україні і в Молдові, і завершила свій бойовий шлях в травні 1945 р. в м. Празі (Чехословаччина). У повоєнний час в 1946 р. вона була переформована в 27-му механізовану дивізію, в 1957 р. стала 27-ю мотострілецькою дивізією, а в 1965 р, напередодні 20-річного ювілею Перемоги, дивізії був повернений військовий номер 254. До 1956 р. з'єднання перебувало в складі Одеського військового округу, а після угорських подій до 1990 р. — в складі Південної групи військ і дислокувалася в м. Секешфехервар (Угорщина), а потім було виведено на територію Київського військового округу в м. Артемівськ Донецької області. Уже в українській армії 5-й гвардійський механізований полк був виведений зі складу 254-ї дивізії і став 52-м окремим механізованим полком.
Полк розміщувався у військовому містечку колишньої Школи молодших спеціалістів зв'язку Ракетних військ стратегічного призначення Збройних Сил СРСР. Цікаво, що в цих же казармах колись розміщувалося полкове депо 2-го лейб-гусарського Павлоградського Імператора Олександра III полку російської армії, а в 1930-ті рр. — 88-й стрілецький полк 30-ї Іркутської Червонопрапорної ордена Трудового Червоного Прапора Української СРСР імені ВЦВК стрілецької дивізії Червоної Армії.
До складу 52-го полку НГУ в 1996—1997 рр. входили танковий батальйон (30 танків Т-64БВ, 1 танк Т-64БК), два мотострілецьких батальйони, батальйон спеціального призначення, зенітний дивізіон, мінометна рота, ремонтна рота, рота бойового забезпечення, взвод хімзахисту, комендантський взвод, полковий медпункт.
Наказом КНГУ від 26.12.1996 р на базі батальйону спеціального призначення 11-го полку НГУ в м. Донецьку був сформований 23-й окремий батальйон спеціального призначення НГУ (в/ч 2243), відомий як «Грім». Свою історію донецький спецназ НГУ вів від навчальної роти спеціального призначення 50-го окремого механізованого полку оперативного призначення Внутрішніх військ МВС СРСР.
Наказом КНГУ від 15 квітня 1998 р. дніпропетровський 15-й полк НГУ був перетворений в 26-й окремий батальйон НГУ, а наказом КНГУ від 10 червня 1998 року він був перейменований в 26-й окремий батальйон спеціального призначення НГУ.
Наказом КНГУ від 26 грудня 1998 р. 11-й і 52-й полки НГУ стали 26-ю і 52-ю бригадами НГУ відповідно.
Крім того, до складу 4-ї дивізії НГУ входили 2-й окремий медичний загін НГУ (в/ч 2242), пізніше перетворений в 1-й військовий госпіталь НГУ (в/ч 2249), а також 4-й окремий батальйон зв'язку НГУ (в/ч 2245), сформований наказом КНГУ від 31 березня 1998 року на базі дивізійного вузла зв'язку.
У тому ж 1998 року у складі 4-ї дивізії НГУ було сформовано окремий підрозділ (рота) розвідки спеціального призначення (в/ч 2240 «Р»), перейменована в 1999 р. в підрозділ спецпризначення і антитерору.
Указом Президента України від 17 грудня 1999 року всі підрозділи 4-ї дивізії НГУ були передані до складу Внутрішніх військ МВС України. Законом України від 11 січня 2000 р. НГУ була розформована.
Управління 4-ї дивізії НГУ було перетворено в управління Східного територіального командування Внутрішніх військ МВС України (в/ч 2240).
26-та бригада НГУ стала 44-м полком оперативного призначення Внутрішніх військ МВС України (в/ч 4111), який незабаром був перетворений в 34-й окремий батальйон оперативного призначення Внутрішніх військ МВС України. У 2007 році цей батальйон був розформований.
23-й окремий батальйон спеціального призначення НГУ «Грім» був сформований 26 грудня 1996 р. на базі батальйону СпП в\ч 4111 або 26 бригади НГУ м. Донецьк (командир батальйону майор Панасюк Олександр Григорович) в 1997 році і отримав найменування в\ч 2243. Дислокувалася ця частина в м. Донецьк, вул. Нафтова. Першим командиром був призначений підполковник Тучин Віктор Васильович, другий і останній командир цієї частини — підполковник Надточій Олексій Сергійович. У 2000 році, в зв'язку з розформуванням НГУ, 23 ОБрСпП НГУ «Грім» був розформований, особовий склад переведений в в\ч 4111 м. Донецьк вже ВВ МВС України, де був розподілений по підрозділах цієї частини.
26-й окремий батальйон спеціального призначення НГУ став лінійним батальйоном 16-го спеціального моторизованого полку Внутрішніх військ МВС України (в/ч 3036)., 52-га бригада НГУ була переформована в 43-й полк оперативного призначення Внутрішніх військ МВС України (в/ч 4125), який, як і донецький 44-й полк, незабаром був перетворений в 37-й окремий батальйон оперативного призначення Внутрішніх військ МВС України. У 2005 році цей батальйон був розформований. Матеріальна база (бойова техніка 52-ї бригади НГУ в 1999 р. була передана Збройним Силам України) і частина особового складу батальйону пішли на формування 47-го окремого полку спеціального призначення Внутрішніх військ МВС України «Тигр» (в/ч 4125) в м . Феодосія.